# PHP Expert Editor
PHP Expert Editor — редактор для PHP, Perl, Python, HTML, JavaScript и других файлов с поддержкой UTF-8. Программа разработана специально для PHP-разработчиков, в неё интегрирована клиентская часть отладчика PHP DBG (англ. DBG). Программа имеет встроенный HTTP-сервер и позволяет запускать на стороне сервера скрипты на PHP, Perl, Python. 
Проверка синтаксиса PHP, встроенный браузер, FTP-клиент с поддержкой SFTP, обозреватель кода и файлов, поддержка проектов, настраиваемые шаблоны кода, настраиваемая подсветка кода, и многие другие функции для повышения удобства разработки.

## Функциональные возможности
- Поддержка UTF-8;
- Настраиваемая подсветка синтаксиса, свёртывание кода;
- Встроенные веб-сервер и браузер, отладочный запуск серверных скриптов;
- Встроенный FTP-клиент с поддержкой SFTP;
- Обозреватели проекта, библиотек, файлов, кода, закладки;
- Настраиваемые горячие клавиши, макросы, шаблоны кода, автосохранение;
- Поддержка языка PHP: подсказка параметров, контекстная справка;
- Поддержка Perl, Python, Ruby, Tcl.

## Аппаратные требования
- CPU: P-100
- RAM: 64MB

## Необходимое программное обеспечение
- Операционная система — Windows 98/ME/NT/2000/XP
- PHP (для запуска и отладки скриптов)
- MS Internet Explorer 5.x и выше